# Raionul Smila, Cerkasî
Smila (în ucraineană Смілянський район, transliterat: Smileanskîi raion) este un raion în regiunea Cerkasî, Ucraina. Reședința sa este orașul Smila.

## Demografie
Componența lingvistică a raionului Smila
     Ucraineană (96,97%)
     Rusă (2,67%)
     Alte limbi (0,19%)
Conform recensământului din 2001, majoritatea populației raionului Smila era vorbitoare de ucraineană (96,97%), existând în minoritate și vorbitori de rusă (2,67%).